# 水営区

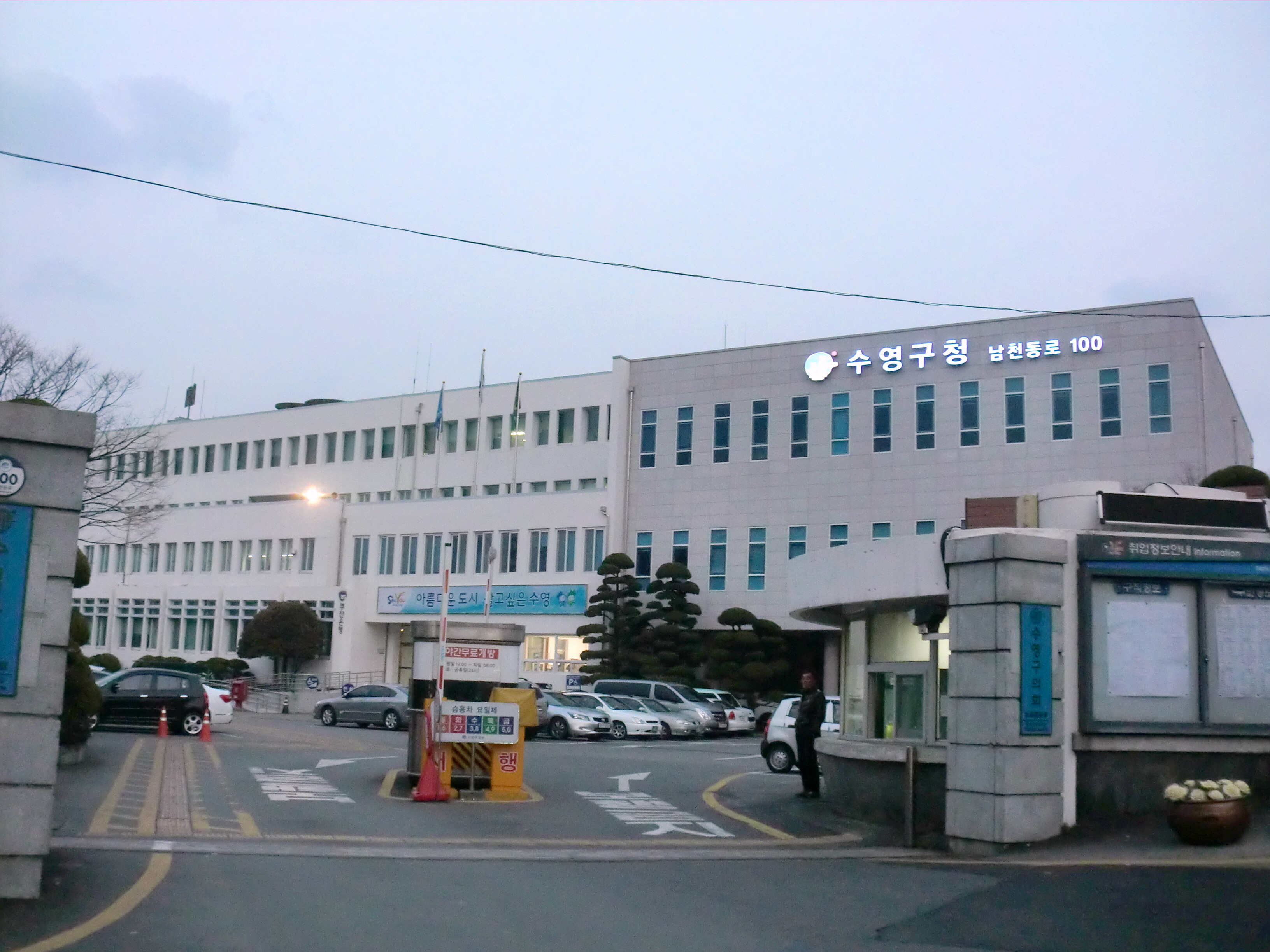
水営区庁

水営区（スヨンく）は、大韓民国釜山広域市の区。

## 歴史
- 1995年3月1日 - 南区南川洞・水営洞・望美洞・広安洞・民楽洞の区域をもって、水営区を設置。

## 行政

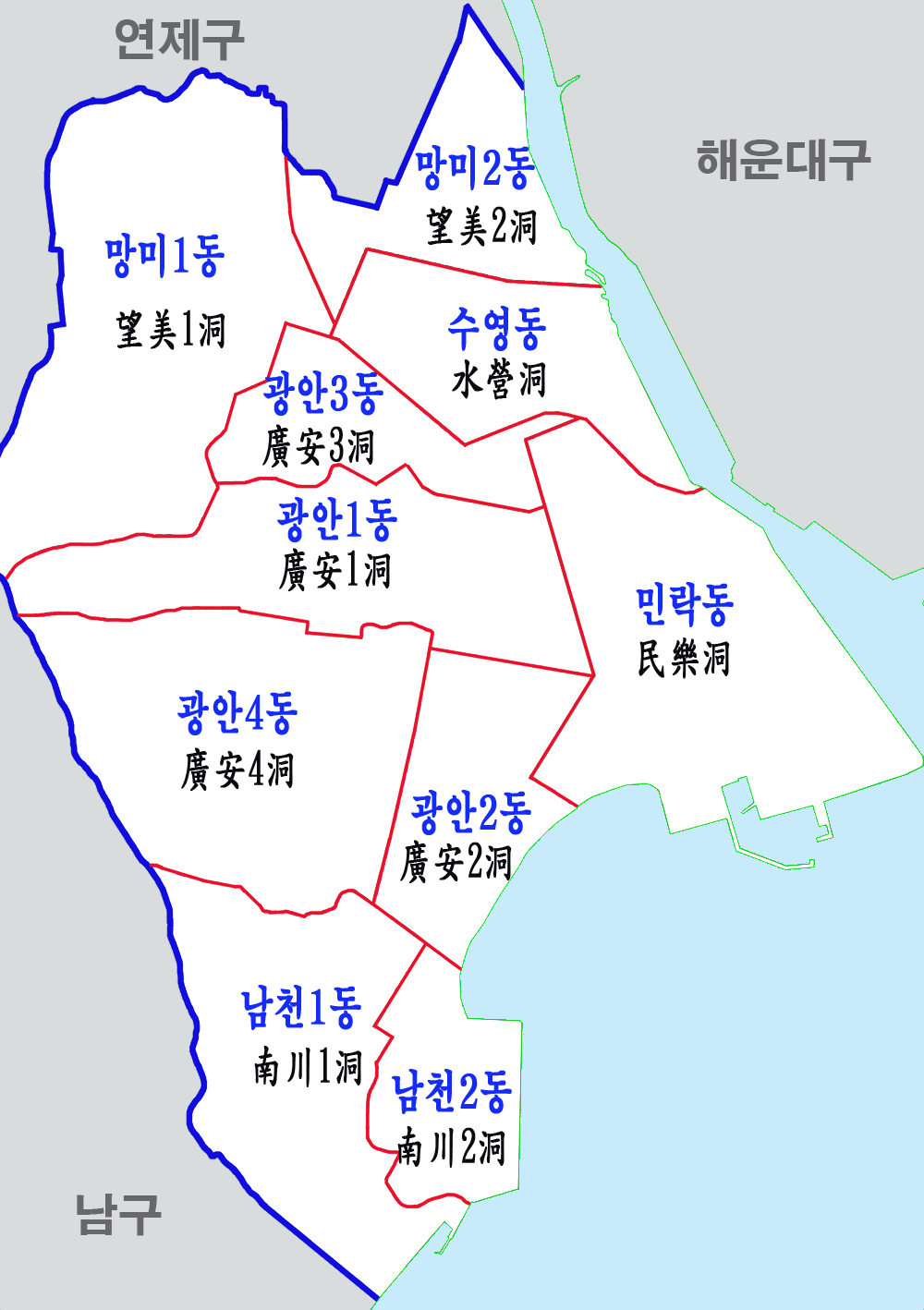
行政区域図

10の行政洞からなる。
| 行政洞    | 法定洞 |
| --------- | ------ |
| 南川第1洞 | 南川洞 |
| 南川第2洞 | 南川洞 |
| 水営洞    | 水営洞 |
| 望美第1洞 | 望美洞 |
| 望美第2洞 | 望美洞 |
| 広安第1洞 | 広安洞 |
| 広安第2洞 | 広安洞 |
| 広安第3洞 | 広安洞 |
| 広安第4洞 | 広安洞 |
| 民楽洞    | 民楽洞 |

### 警察
- 釜山南部警察署
  - 広南地区隊
  - 広民地区隊
  - 南川1治安センター
  - 南川2治安センター
  - 広安1治安センター
  - 広安4治安センター
  - 民楽2治安センター
- 釜山蓮堤警察署
  - 望美1派出所
  - 水営望美2派出所
  - 蓮山派出所
  - 望美2治安センター

### 消防
- 南部消防署
  - 広安119安全センター（消防署と兼用）
  - 望美119安全センター

## 教育
- 釜山日本人学校

## 交通

### 鉄道
- 釜山交通公社

- 釜山都市鉄道2号線

民楽駅 - 水営駅 - 広安駅 - 金蓮山駅 - 南川駅
- 釜山都市鉄道3号線

水営駅 - 望美駅